# 夜逃げ
夜逃げ（よにげ）とは、夜中にこっそり逃げるように引越しを行うことである。

## 概説
家財道具等を持って決行する夜逃げもあれば、最低限必要な身の回りの物だけを持って決行する夜逃げもある。
また、夜逃げではあるが夜中に限らず白昼堂々と行う場合もある。
夜逃げ決行日までは普通に振舞うので、夜逃げ後になって初めて周りの人（近所の人、債権者、大家）は引越ししたことを知る。
多くの一般的な「引越し」の行為とは異なり、引越し先や引っ越すこと自体を周囲には公表せずに行う。その大半は、多重債務に陥った者が「借金が払えない」・「家賃が払えない」といった理由で、債権者の取立てから逃れるために行うものである。そのほか、後述するように様々な社会的な事情が背景に絡んでいることもある。
店主が夜逃げした店舗では、従業員は夜逃げされて初めて店の経営状態を知ることがある。夜逃げされた場合、その店舗の従業員は、夜逃げした店主が発見されなければ夜逃げされるまでに働いていた期間の給料は受け取れず、請求のしようもない。ただし、労働基準監督署に相談すれば、給料の一部を立替払いしてもらえる場合もある。詳しくは、未払賃金の立替払事業を参照。
現在の夜逃げ事情
夜逃げの理由は借金がらみだと思われがちだが、ストーカー・離婚のトラブル・DV・家庭内暴力・凶悪な詐欺事件あるいは暴力団や悪質な団体などの被害に巻き込まれている、あるいは身内の不祥事に因る周囲からのバッシングや嫌がらせを受けている例など、身の危険から逃れるために行うこともある。つまり緊急避難の要因も兼ねており、被害者救済の観点から弁護士や行政からの依頼もある。
中には性の不一致・性格の不一致・セレブ豪邸からの夜逃げもあるという。
歴史
江戸時代には年貢の取立てが厳しかった事が理由で、生活苦から夜逃げが続出した。

## 夜逃げと債務整理
新しい住居に住民票を移すと、これを元に居所を知られてしまうので、夜逃げ後は住民票を移すことが事実上難しくなる。またそういった理由から、戸籍など法的な書類の届出などを行なう事をためらう者も少なくない。親が債権者から夜逃げしていた間に出産して出生届が出されていなかった子は、戸籍に載らない未就籍児・未就籍者となる。
このように、夜逃げをした場合には就職・教育・行政サービスを含め、通常の生活を営むことが極めて困難となる。その一方、債権者側は債権の消滅時効である10年（民法167条1項）が経過する前に、民事訴訟等で時効を中断することができるので、時効で債務が消滅することを期待するのは難しい。
したがって多重債務者の場合、夜逃げではなく破産（自己破産）等の法的整理を行う事が結果的には望ましいといえる。なお、自己破産手続を弁護士に委任する者も多いが、認定司法書士などによる書類作成あるいは裁判所の窓口での指導に従って自分で手続を申し立てることも可能。
もっとも、闇金融や個人などからの借入れで、自己破産しても非合法な手段で追い詰められるのではないかと恐れて夜逃げをする者もいる。

## 夜逃げ屋
夜逃げ屋と呼ばれる、夜逃げの手伝いを組織的に斡旋する業者も存在する。主に探偵業者などが斡旋する。しかし、運送免許のない業者が無資格で引越しを行うことは違法である。
1991年（平成3年）には、日本で唯一の正規運送店として夜逃げを扱った運送会社・「テイクオン」が作家の羽鳥翔　sho hatoriによって設立された。DVやストーカーに苦しむ女性を中心に行われた引越しは緊急避難として扱われ1000件を越した。日本文化である夜逃げによって多くの命を助けたことでアメリカ　フランス　ドイツ　イタリアなど海外でも注目を集めた。「テイクオン」は後の映像作品『夜逃げ屋本舗』のモデルであり、大阪と横浜で開業された運送店である。しかし、2002年（平成15年）には7,000万円の負債により閉鎖している。
「夜逃げ屋TSC」は、夫のDVに苦しめられた元被害者がテレビドラマで夜逃げ屋の存在を知り2021年に立ち上げた。同社スタッフで漫画家の宮野シンイチが実話を元に漫画「夜逃げ屋日記」をSNS等に連載している。
夜逃げ屋と法規
犯罪行為に加担するものでない限り、夜逃げの手伝いをする行為自体が法律に問われるわけでは無い。
ただし業として客の荷物の運送を営む者は、国土交通省の地方運輸局から事業用自動車の証である営業ナンバー（緑ナンバーとも。軽自動車であれば『黒ナンバー』になる）を交付してもらう必要がある。
正式な運送許可のない白タクや運送店が引越し作業を行なうことは違法である。　